# Barrie Colts
Die Barrie Colts sind eine kanadische Eishockeymannschaft aus Barrie (Ontario). Das Team wurde 1978 als Nachwuchsteam gegründet und spielt seit 1994 in einer der drei höchsten kanadischen Junioren-Eishockeyligen, der Ontario Hockey League (OHL).

## Geschichte
Die Barrie Colts wurden im Jahr 1978 als Mannschaft der OHA Jr. B gegründet. In der Saison 1992/93 gelang den Colts ihr bis dahin größter Erfolg mit dem Gewinn des Sutherland Cups. Im Jahr 1994 wurden die Barrie Colts in die Ontario Hockey League aufgenommen und hat seitdem in jedem Jahr die Playoffs um den J. Ross Robertson Cup erreicht, den sie in der Saison 1999/2000 gegen die Plymouth Whalers gewannen.
Durch den Gewinn des J. Ross Robertson Cup qualifizierte sich die Mannschaft für die Teilnahme am Memorial Cup, in dem sie im Finale die Océanic de Rimouski aus der LHJMQ unterlagen. Im Jahr 2002 erreichten die Colts erneut das OHL-Finale, scheiterten dieses Mal allerdings an den Erie Otters.
In der Saison 1999/2000 sorgte das Team für aufsehen, nachdem ihr Trainer Bill Stewart von der OHL suspendiert wurde, der zuvor einen Russischen Spieler im Mannschaftsbus über die kanadisch-US-amerikanische Grenze schleuste.
Vor dem OHL-Team gab es noch zwei weitere gleichnamige Mannschaften. Die ersten Barrie Colts spielten von 1907 bis 1910 in der OHA Jr., bevor sie 1921 auf Veranlassung der OHA wieder den Spielbetrieb aufnahmen. Bis 1944 spielte die Mannschaft in der OHA Jr. A und B, bevor sie aufgelöst wurde.

## Erfolge

### Ontario Hockey League
| Memorial Cup - 2000 Finalniederlage gegen Océanic de Rimouski J. Ross Robertson Cup - 2000 Finalsieg gegen die Plymouth Whalers - 2002 Finalniederlage gegen die Erie Otters - 2013 Finalniederlage gegen die London Knights | Bobby Orr Trophy - 1999/2000 - 2001/02 - 2009/10 - 2012/13 Hamilton Spectator Trophy - 2009/10: 116 Punkte Divisionstitel - 1998/99 Emms Trophy, Central Division - 1999/2000 Emms Trophy, Central Division - 2006/07 Emms Trophy, Central Division - 2009/10 Emms Trophy, Central Division - 2012/13 Emms Trophy, Central Division - 2014/15 Emms Trophy, Central Division - 2015/16 Emms Trophy, Central Division |

### Ontario Hockey Association Jr. B
Sutherland Cup
- 1992/93

Divisionstitel
- 1984/85 Central Junior B
- 1987/88 Central Junior B
- 1988/89 Central Junior B
- 1989/90 Central Junior B
- 1992/93 Central Junior B

## Spieler

### Erstrunden Draftpicks
| Draftjahr | Spieler              | als | Team                |
| --------- | -------------------- | --- | ------------------- |
| 1996      | Alexander Woltschkow | 4.  | Washington Capitals |
| 1997      | Daniel Tkaczuk       | 6.  | Calgary Flames      |
| 1998      | Michael Henrich      | 13. | Edmonton Oilers     |
| 1998      | Martin Škoula        | 17. | Colorado Avalanche  |
| 1999      | Brian Finley         | 6.  | Nashville Predators |
| 1999      | Denis Schwidki       | 12. | Florida Panthers    |
| 2006      | Bryan Little         | 12. | Atlanta Thrashers   |
| 2010      | Alexander Burmistrow | 8.  | Atlanta Thrashers   |
| 2011      | Mark Scheifele       | 7.  | Winnipeg Jets       |
| 2012      | Tanner Pearson       | 30. | Los Angeles Kings   |
| 2014      | Aaron Ekblad         | 1.  | Florida Panthers    |
| 2018      | Andrei Swetschnikow  | 2.  | Carolina Hurricanes |
| 2019      | Ryan Suzuki          | 28. | Carolina Hurricanes |
| 2020      | Tyson Foerster       | 23. | Philadelphia Flyers |

### Ehemalige Spieler
Folgende Spieler, die für die Barrie Colts aktiv waren, spielten im Laufe ihrer Karriere in der National Hockey League:
Junior B Colts
- Drake Berehowsky
- Shayne Corson
- Bruce Gardiner
- Mike Hoffman
- John Madden
- Mike Prokopec
- Craig Rivet
- Darren Rumble
- Darrin Shannon
- Darryl Shannon
- Shayne Stevenson

OHL Colts
- Rasmus Andersson
- Andreas Athanasiou
- Ryan Barnes
- Mackenzie Blackwood
- Joseph Blandisi
- Darryl Bootland
- T. J. Brodie
- Brad Brown
- Jan Bulis
- Kyle Clifford
- Jeff Cowan
- Brandon Crombeen
- Mike Danton
- Jake Dotchin
- Brian Finley
- Daniel Girardi
- Michael Hutchinson
- Sheldon Keefe
- Kevin Labanc
- Brendan Lemieux
- Bryan Little
- Harry Lumley
- Andrew Mangiapane
- Mike Minard
- Brendan Perlini
- Alex Pietrangelo
- Dalton Prout
- Erik Reitz
- Denis Schwidki
- Martin Škoula
- Nick Smith
- Ryan Strome
- Joey Tenute
- Daniel Tkaczuk
- Alexander Woltschkow